# Carlos Gerardo Rodríguez
Carlos Gerardo Rodríguez Serrano, noto semplicemente come Gerardo Rodríguez (Culiacán, 16 aprile 1985), è un ex calciatore messicano, di ruolo centrocampista.

## Palmarès

### Club

#### Competizioni nazionali
- Campionato messicano: 2

Pachuca: Apertura 2006, Clausura 2007

#### Competizioni internazionali
- Coppa Sudamericana: 1

Pachuca: 2006
- CONCACAF Champions' Cup: 3

Pachuca: 2007, 2008, 2009-2010
- SuperLiga nordamericana: 1

Pachuca: 2007